# Fusion du carbone
Cet article concerne la fusion nucléaire du carbone. Pour la fusion ordinaire, voir Carbone#Liquide et gaz.
Ne doit pas être confondu avec combustion du carbone.
La fusion du carbone, souvent appelée (de façon plus ambigüe) « combustion du carbone », est un ensemble de réactions de fusion nucléaire intervenant dans les étoiles d'au moins cinq masses solaires à leur formation qui, en leur cœur, ont converti en carbone tous leurs éléments plus légers. Ces réactions se déroulent à une température d'au moins 600 MK alors que la masse volumique des gaz atteint 2×108 kg/m3.
Les principales réactions sont:
- 12
6C + 12
6C → 20
10Ne + 4
2He + 4,617 MeV
- 12
6C + 12
6C → 23
11Na + 1
1H + 2,241 MeV
- 12
6C + 12
6C + 2,599 MeV → 23
12Mg + 1
0n.

D'autres réactions sont également possibles :
- 12
6C + 12
6C → 24
12Mg + 13,933 MeV
- 12
6C + 12
6C + 113 keV → 16
8O + 2 4
2He.

Ces réactions conduisent à l'accumulation d'oxygène, de magnésium et surtout de néon au cœur de l'étoile. Lorsqu'elles sont achevées, l'étoile se contracte sous l'effet de la baisse de la pression de radiation générée jusqu'alors par les réactions de fusion nucléaire. Les étoiles de moins de huit masses solaires éjectent leurs couches extérieures sous forme d'un puissant vent stellaire laissant apparaitre une naine blanche formée par le cœur inerte de l'étoile où se sont accumulés l'oxygène, le magnésium et le néon issus des réactions de fusion du carbone ; les étoiles de plus de huit masses solaires se contractent jusqu'à ce que la pression et la température au cœur de l'astre atteignent des valeurs permettant la fusion du néon.